# Buntingford
Buntingford è un paese di 4 820 abitanti della contea dell'Hertfordshire, in Inghilterra.